# Dlhá nad Kysucou
Dlhá nad Kysucou este o comună slovacă, aflată în districtul Čadca din regiunea Žilina. Localitatea se află la altitudinea de 520 m deasupra n.m., se întinde pe o suprafață de 12,26 km2 și în 2017 număra 612 locuitori.

## Demografie
| An:                | 1994 | 2004   | 2014    | 2024   |
| ------------------ | ---- | ------ | ------- | ------ |
| Număr de persoane: | 480  | 503    | 633     | 619    |
| Diferență:         |      | +4,79% | +25,84% | −2,21% |

| An:                | 2023 | 2024   |
| ------------------ | ---- | ------ |
| Număr de persoane: | 620  | 619    |
| Diferență:         |      | −0,16% |